# 钱家圣母圣心堂
钱家圣母圣心堂是上海市浦东新区的一座天主教教堂，在张江镇新康村居里路469号浦东光启安老院内。
1862年，法国神父费都尔被太平军打死。朝廷敕令在浦东张江栅建造纪念他的教堂。钱家圣母圣心堂于1864年12月8日奠基，由罗礼思神父设计。1868年12月8日由郎怀仁主教祝圣，设1500个座位。曾为中国籍主母会总院。二战后，主母会迁入胶州路类思堂。
文化大革命中该堂关闭，改为小学。1981年恢复开放，为浦东第一个开放的教堂。